# Вир (општина)
Вир је насељено место и седиште општине у Задарској жупанији, на острву Виру, Република Хрватска.

## Историја
До територијалне реорганизације у Хрватској налазио се у саставу бивше велике општине Задар.

## Становништво
На попису становништва 2011. године, општина, односно насељено место Вир је имала 3.000 становника.

## Попис1991.
На попису становништва 1991. године, насељено место Вир је имало 860 становника, следећег националног састава:
| Попис 1991.‍  | Попис 1991.‍  | Попис 1991.‍ | Попис 1991.‍ | Попис 1991.‍ |
| ------------ | ------------ | ----------- | ----------- | ----------- |
|              |              |             |             |             |
| Хрвати       | Хрвати       |             | 830         | 96,51%      |
| Албанци      | Албанци      |             | 8           | 0,93%       |
| Муслимани    | Муслимани    |             | 4           | 0,46%       |
| Срби         | Срби         |             | 3           | 0,34%       |
| Југословени  | Југословени  |             | 1           | 0,11%       |
| Мађари       | Мађари       |             | 1           | 0,11%       |
| Немци        | Немци        |             | 1           | 0,11%       |
| Словенци     | Словенци     |             | 1           | 0,11%       |
| неопредељени | неопредељени |             | 3           | 0,34%       |
| регион. опр. | регион. опр. |             | 1           | 0,11%       |
| непознато    | непознато    |             | 7           | 0,81%       |
| укупно: 860  |              |             |             |             |